# Фереу (комуна)
Фереу (рум. Fărău) — комуна у повіті Алба в Румунії. До складу комуни входять такі села (дані про населення за 2002 рік):
- Медвеш (220 осіб)
- Синбенедік (356 осіб)
- Фереу (599 осіб) — адміністративний центр комуни
- Херія (344 особи)
- Шиля (390 осіб)

Комуна розташована на відстані 266 км на північний захід від Бухареста, 43 км на північний схід від Алба-Юлії, 57 км на південний схід від Клуж-Напоки, 145 км на північний захід від Брашова.

## Населення
За даними перепису населення 2002 року у комуні проживали 1909 осіб.
Національний склад населення комуни:
| Національність | Кількість осіб | Відсоток |
| -------------- | -------------- | -------- |
| румуни         | 1373           | 71,9%    |
| угорці         | 481            | 25,2%    |
| цигани         | 55             | 2,9%     |

Рідною мовою назвали:
| Мова      | Кількість осіб | Відсоток |
| --------- | -------------- | -------- |
| румунська | 1397           | 73,2%    |
| угорська  | 478            | 25,0%    |
| циганська | 33             | 1,7%     |
| німецька  | 1              | 0,1%     |

Склад населення комуни за віросповіданням:
| Релігія            | Кількість осіб | Відсоток |
| ------------------ | -------------- | -------- |
| православні        | 1226           | 64,2%    |
| реформати          | 441            | 23,1%    |
| п'ятдесятники      | 150            | 7,9%     |
| греко-католики     | 38             | 2,0%     |
| унітарії           | 11             | 0,6%     |
| римо-католики      | 6              | 0,3%     |
| адвентисти         | 5              | 0,3%     |
| не релігійні       | 4              | 0,2%     |
| лютерани           | 1              | 0,1%     |
| не вказали релігію | 3              | 0,2%     |